# Aplahoué
Aplahoué er en by og en kommune i departementet Kouffo i Benin. Kommunen har et areal på 572 kvadratkilometer og havde i 2002 en befolkning på 170.069 (2013) indbyggere..

## References
1. ↑  "Aplahoue". Atlas Monographique des Communes du Benin. Arkiveret fra originalen 9. maj 2021. Hentet 5. januar 2010.
2. ↑  "Communes of Benin". Statoids. Arkiveret fra originalen 2. januar 2010. Hentet 5. januar 2010.